# Морозов, Александр Александрович

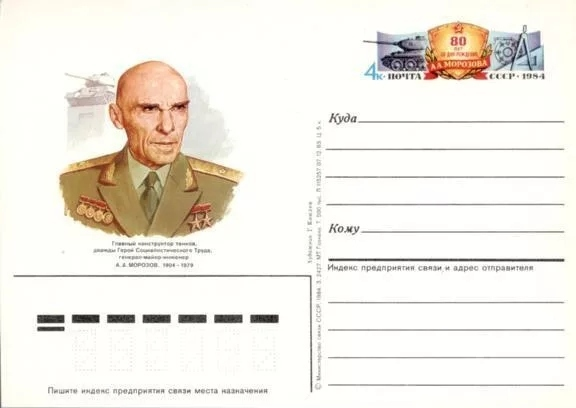
Советский почтовый конверт с портретом Морозова А. А.

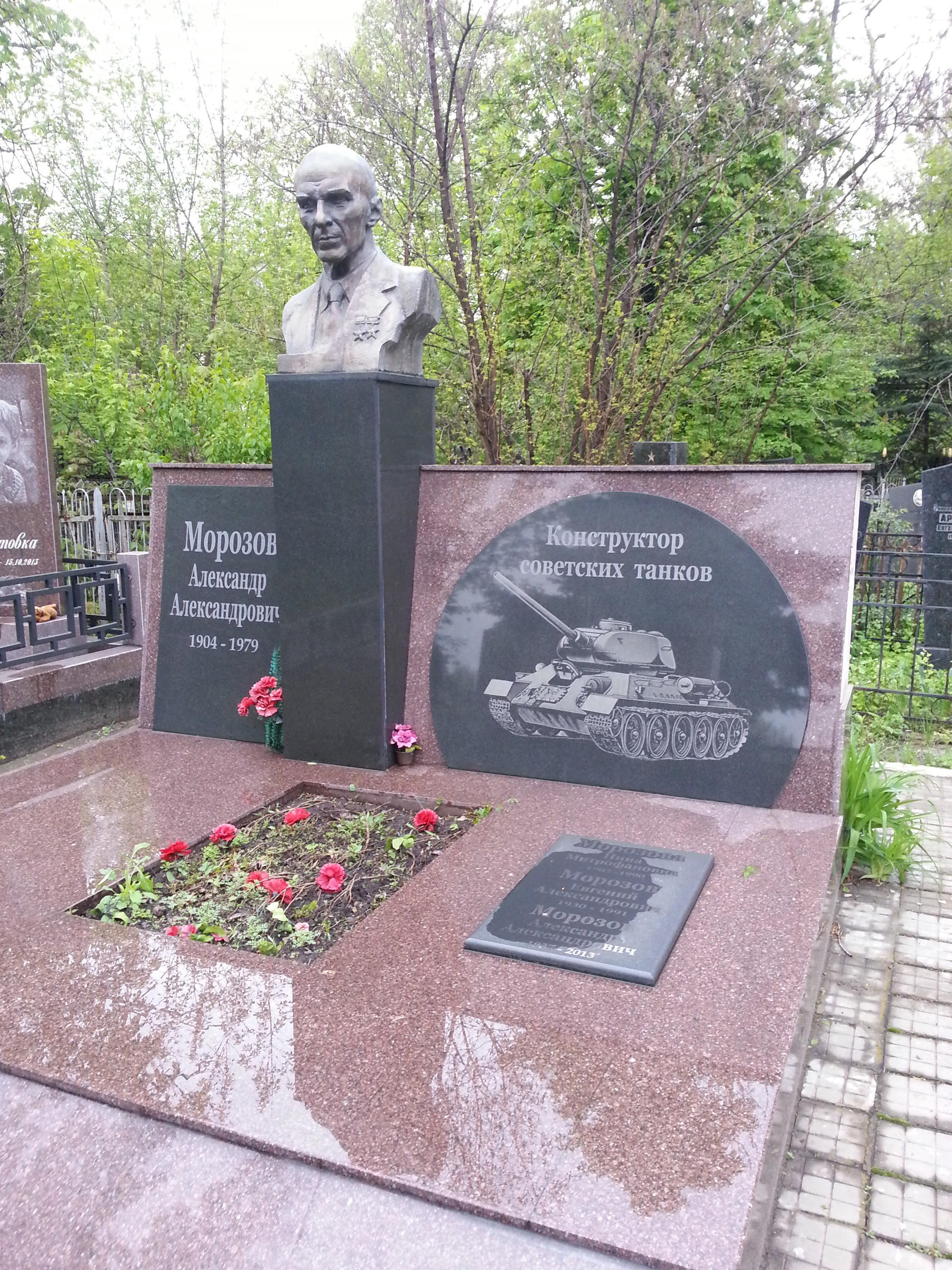

Алекса́ндр Алекса́ндрович Моро́зов (16 [29] октября 1904, Бежица, Орловская губерния — 14 июня 1979, Харьков) — советский инженер-конструктор, генерал-майор-инженер, один из создателей танка Т-34. Дважды Герой Социалистического Труда. Лауреат Ленинской премии и трёх Сталинских премий.

## Биография
Родился 3 (16) октября 1904 года в Бежице (ныне в черте Брянска).
В 1919 году, после шестого класса общеобразовательной школы, начал работать делопроизводителем на Харьковском паровозостроительном заводе. Позже работал копировщиком, чертежником и конструктором, где участвовал в создании первых гусеничных тракторов Коммунар.
В 1928 вернулся со службы в РККА, где служил в авиабригаде авиационным техником-мотористом. В 1929—1931 годах учился заочно в Московском механико-электротехническом институте имени М. В. Ломоносова (после реорганизации в 1930 году — Московский автотракторный институт имени М. В. Ломоносова, ныне Московский государственный технический университет «Московский автомеханический институт»). В конце 1930-х годов участвовал в разработке танков А-20 и А-32 — прототипов серийного танка Т-34.
Все годы Великой Отечественной войны — главный конструктор харьковского завода № 183 имени Коминтерна, эвакуированного в октябре 1941 в Нижний Тагил.
После освобождения Харькова вернулся в город.
С ноября 1951 года — главный конструктор Харьковского КБ машиностроения, в 1966—1976 годах — его начальник. Под его руководством разработаны танки Т-54 (1946), Т-64 (1963), Т-64А (1966).
С июня 1976 года — консультант Харьковского КБ машиностроения и член Научно-технического Совета Министерства машиностроения СССР.
Депутат ВС СССР 5-го созыва (1958—1962). Член ВКП(б) с 1943 года. Генерал-майор-инженер (1945). Доктор технических наук (1972).
Жил в городе Харькове (УССР). Умер 14 июня 1979 года. Похоронен на кладбище № 2 в Харькове.

## Награды и премии
- заслуженный машиностроитель УССР
- дважды Герой Социалистического Труда:
  - (20 января 1943) — за выдающиеся заслуги в деле организации производства, конструирования и усовершенствования танков и умелое руководством заводом[3]
  - 1974
- три ордена Ленина (июнь 1942, 20 января 1943, 1974)
- орден Октябрьской революции
- орден Кутузова I степени
- орден Суворова II степени
- три ордена Трудового Красного Знамени
- орден Красной Звезды
- медали
- Ленинская премия (1967)
- Сталинская премия I степени (10 апреля 1942) — за разработку конструкции нового типа среднего танка
- Сталинская премия I степени (1946) — за разработку конструкции нового танка и коренное усовершенствование существующего среднего танка[4]
- Сталинская премия II степени (1948) — за создание нового танка («Т-54»)

## Память
В честь Александра Морозова названы:
- Харьковский механический техникум им. А. А. Морозова
- Специальное конструкторское бюро машиностроения (танковое)
- Улица в Харькове в Слободском районе, которая простирается на протяжении 4 километров от проспекта Героев Харькова, исторической местности парк Артема (ныне парк Машиностроителей), через исторические местности Поселок Артема, поселок Герцена, район Аквапарка Джунгли и чуть далее за пересечение с проспектом Героев Сталинграда.

В Брянске у ДК Брянского машиностроительного завода установлен бюст Александра Морозова (открыт 8 мая 1982 года).